# Kasimirkirche (Warschau)
Die St.-Kasimir-Kirche in Warschau (polnisch Kościół św. Kazimierza, auch Kościół Sakramentek) ist eine Barockkirche in der polnischen Hauptstadt. Sie befindet sich am Neustädtischen Markt (poln. Rynek Nowego Miasta), in der Warschauer Neustadt (poln. Nowe Miasto), einem Stadtteil, der an den Stadtmauern der Altstadt beginnt und sich entlang der Weichselböschung ausbreitet.
Die Kirche entstand aufgrund einer Stiftung der Königin Marie Casimire Louise de la Grange d’Arquien, Gemahlin des Königs Johann III. Sobieski als Klosterkirche der von ihr nach Polen eingeladenen Benediktinerinnen vom Heiligsten Sakrament.
Das Bauwerk ist (neben der Antoniuskirche im Stadtteil Czerniaków) die einzige Warschauer Barockkirche mit dem zentralen Grundriss eines griechischen Kreuzes. Sie wurde nach dem Entwurf des niederländischen Architekten Tylman van Gameren unter der Aufsicht des königlichen Hofarchitekten Agostino Locci des Älteren errichtet. Die Bauarbeiten begannen 1688 und dauerten bis 1692, die Ausstattung dauerte fast ein Jahrhundert lang.
Die neben der Kirche befindliche Residenz von Adam Kotowski, ebenfalls ein Werk von Tylman van Gameren, ließ die Königin zum Kloster umbauen.
1740 wurde ein neues Klostergebäude nach dem Entwurf des italienischen Architekten Antonio Solari, gestiftet von der Familie Radziwiłł, errichtet.
Die Kirche entstand in der Gestalt eines achteckigen Raumes mit vier kurzen Armen, die die Arme des griechischen Kreuzes bildeten. Der ebenfalls achteckige Tambour trug eine achteckige Kuppel, gekrönt mit einer Laterne mit Königskrone und Kreuz an der Spitze. Die Fassaden wurden durch toskanische Pilaster gegliedert, die an den Enden der Kreuzarme das Gebälk mit Tympana tragen. Die Fenster wurden hoch angebracht, um darunter Platz für Altäre zu schaffen.
Die Kirche überdauerte die Belagerung Warschaus 1939 unversehrt. Während des Warschauer Aufstandes 1944 versammelten sich in der verbrannten, aber noch nicht eingestürzten Kirche Anwohner in der Hoffnung, dass das Gotteshaus während der Luftangriffe verschont bliebe. Am 31. August um 15 Uhr beim Angriff der Luftwaffe trafen Fliegerbomben die Kuppel. Die Trümmer begruben etwa 1000 Zivilisten, darunter Verwundete und Nonnen.
Die Schäden umfassten 80 Prozent der Bausubstanz. Mit Hilfe der erhaltenen Entwürfe van Gamerens und der Vermessungszeichnungen der Architekturstudenten 1925–1933 wurde der Wiederaufbau begonnen. Den Entwurf erstellte 1945 die Architektin Maria Zachwatowicz. Der Wiederaufbau erfolgte in den Jahren 1948 bis 1952.
Von der ursprünglichen Ausstattung des Kirchenraumes ist nur das Grabmal der Marie Caroline de Bouillon erhalten.

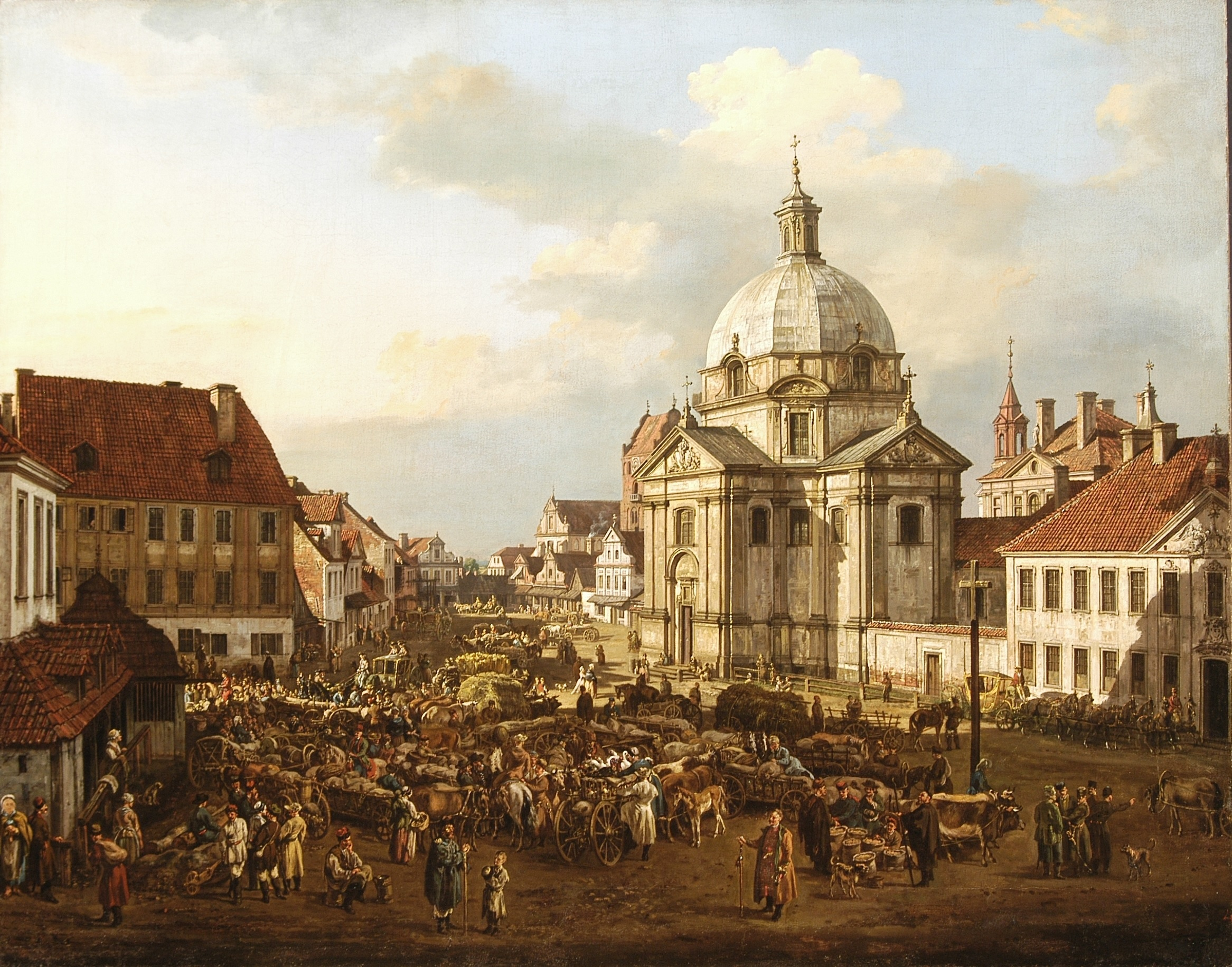
Vedute von Canaletto 1778
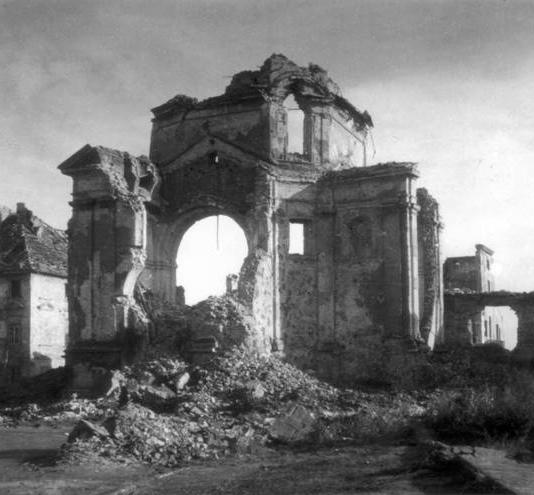
Kirchenruine 1945
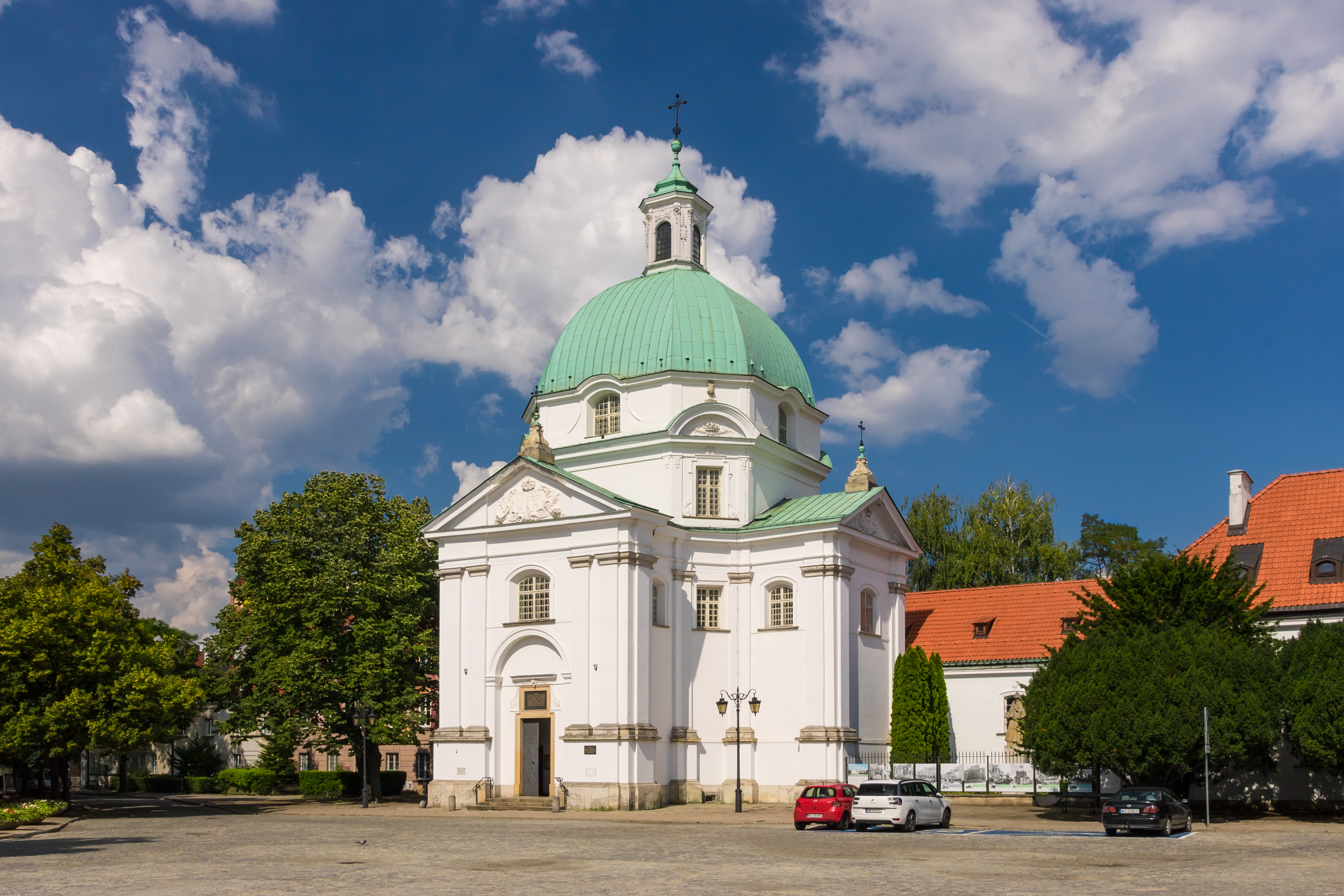
Nach dem Wiederaufbau
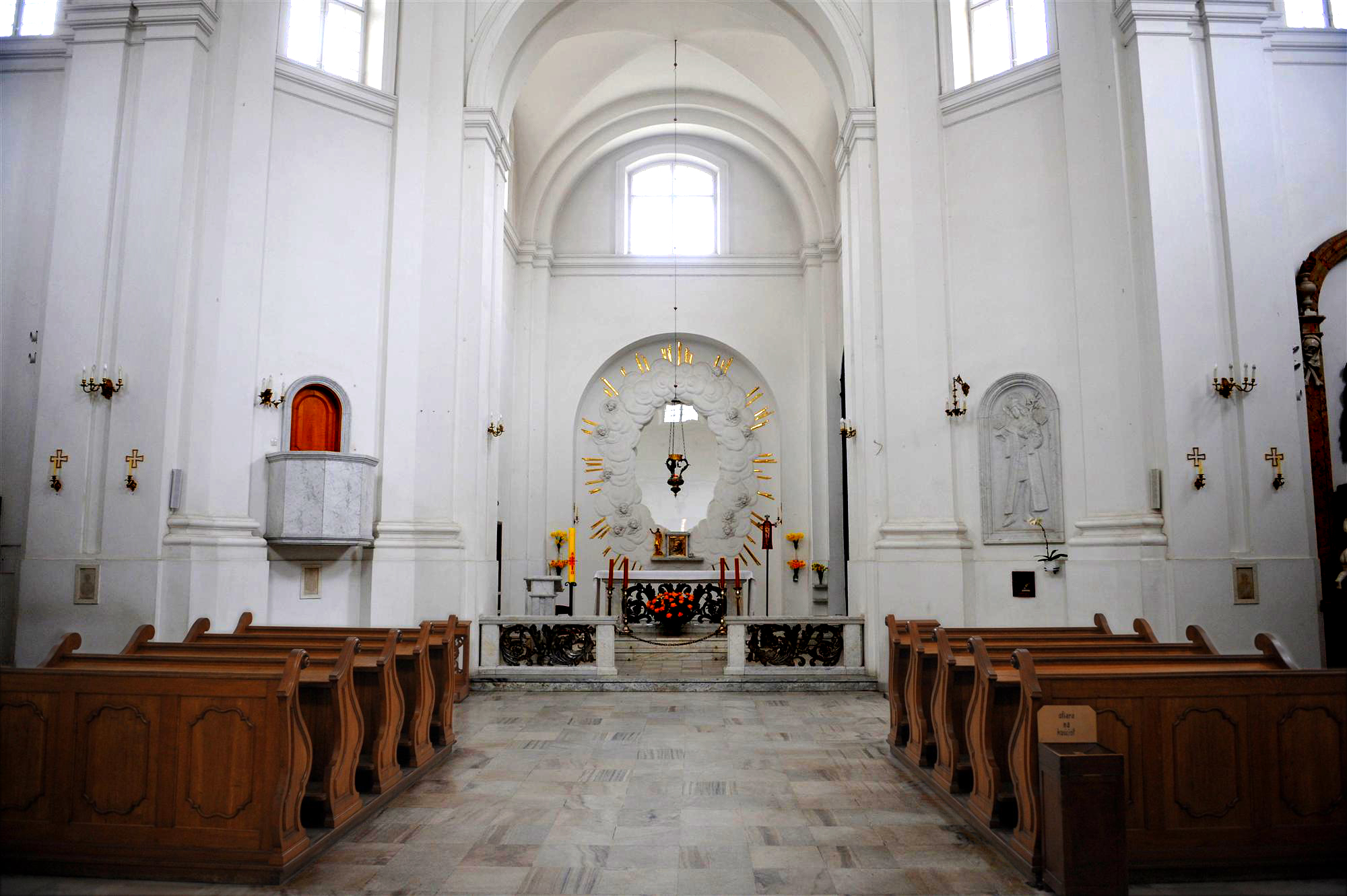
Innenraum
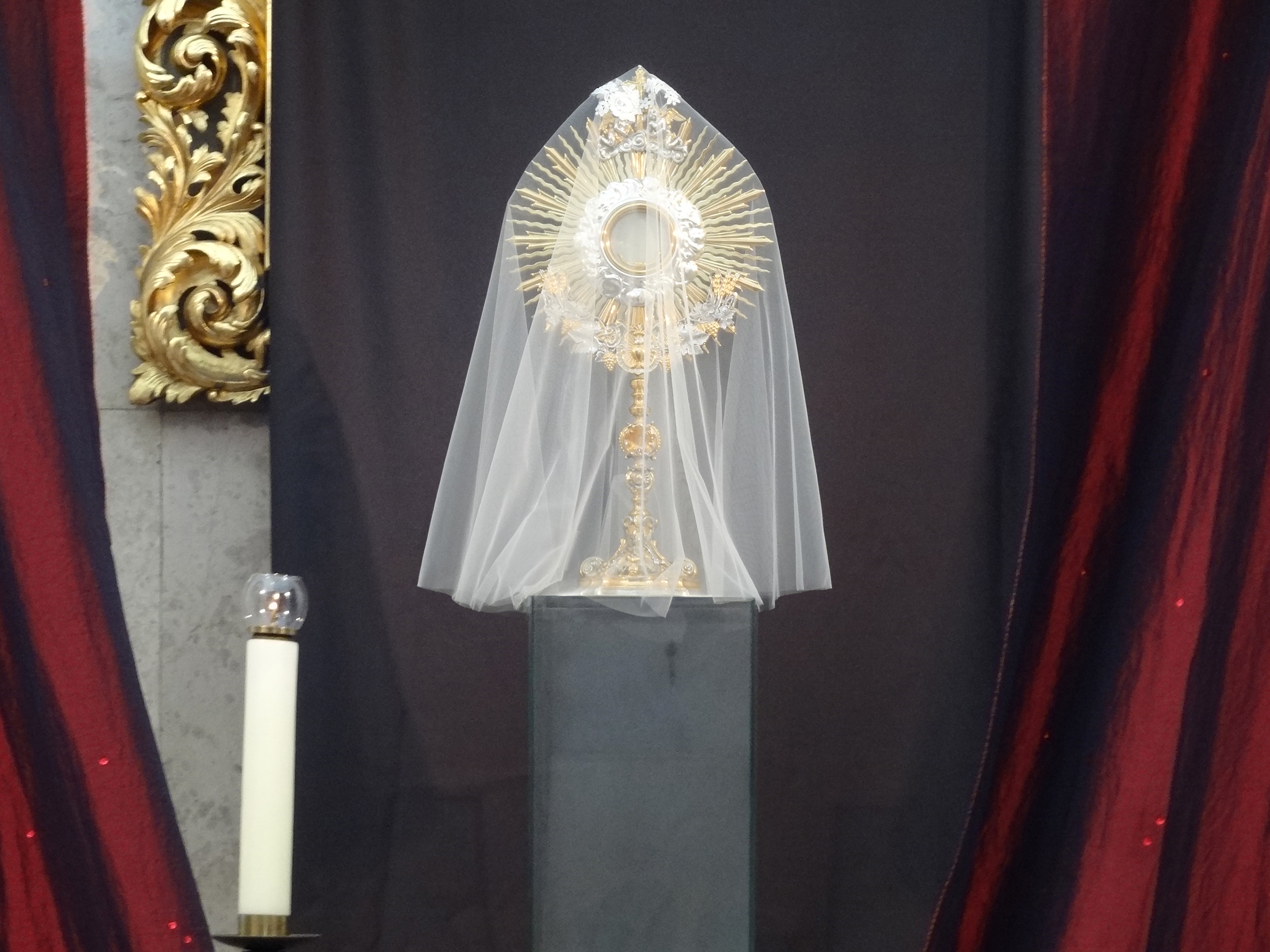
Monstranz als Teil vom Heiligen Grab am Karsamstag

Die Kirche wurde am 1. Juli 1965 und 6. März 2007 unter A-744 in das Verzeichnis der Baudenkmäler der Woiwodschaft Masowien eingetragen.